# アガストロポス
アガストロポス（古希: Ἀγάστροφος, Agastrophos）は、ギリシア神話の人物である。パイオーンの子。トロイア戦争でギリシア軍と戦った。
アガストロポスは戦車から降りて前線を駆け回って戦ったが、不覚にも戦車から遠く離れてしまったために、ディオメーデースと遭遇したときに逃げる手段を持たず、腰のあたりを槍で突き刺されて死んだ。ヘクトールはアガストロポスの死を目撃し、ディオメーデースに向かって突進した。これに対してディオメーデースはヘクトールの頭を目掛けて槍を投じると、槍は狙いを外さずヘクトールの頭に当たったが、アポローンから授った兜が槍を阻んだ。ヘクトールは槍が当たった衝撃で一瞬気を失いかけたが、すぐに我に返って味方の中に後退した。それを見たディオメーデースはアガストロポスの遺体から武具を剥ぎ取りにかかったが、今度はパリスがトロイアの古王イーロスの塚に立てられた石碑のそばからディオメーデースに矢を放ち、相手の右足を貫いた。